# Głosy (film 2000)
Głosy (ang. Some Voices) – brytyjski komediodramat z 2000 roku w reżyserii Simona Cellana Jonesa. Zdjęcia do filmu kręcono w londyńskiej dzielnicy Shepherd's Bush oraz w nadmorskim miasteczku Hastings.

## Opis fabuły
Ray jest schizofrenikiem, który właśnie wyszedł ze szpitala psychiatrycznego. Pod okiem swojego brata, zajętego pracą w restauracji odziedziczonej po ojcu, bierze leki, które pozwalają mu normalnie funkcjonować. Wędrując ulicami Londynu, poznaje młodą Angielkę – Laurę. Oboje zakochują się w sobie i postanawiają spędzić razem czas w małym miasteczku nad morzem. Ray postanawia przestać brać leki i jego stan zdrowia zaczyna się pogarszać. Wkrótce do ich wspólnych problemów dołącza się były chłopak Laury.

## Obsada
- Daniel Craig – Ray
- Julie Graham – Mandy
- Kelly Macdonald – Laura
- Peter McDonald – Dave
- David Morrissey – Pete